# David Plummer
David Edward Plummer (* 9. Oktober 1985 in Norman, Oklahoma) ist ein ehemaliger Schwimmer aus den Vereinigten Staaten. Er gewann bei Olympischen Spielen eine Gold- und eine Bronzemedaille, bei Weltmeisterschaften erschwamm er eine Gold- und eine Silbermedaille.

## Karriere
Plummers internationale Karriere begann bei den Pan Pacific Swimming Championships 2006. Er belegte dort den siebten Platz im 100-Meter-Rückenschwimmen und den 15. Platz im 200-Meter-Rückenschwimmen. Vier Jahre später trat Plummer auch bei den Pan Pacific Swimming Championships 2010 zweimal an. Er wurde Vierter über 50 Meter Rücken und Sechster über 100 Meter Rücken. Im Dezember 2010 fanden in Dubai die Kurzbahnweltmeisterschaften 2010 statt. Plummer belegte den sechsten Platz über 100 Meter Rücken. Außerdem schwamm er im Vorlauf der 4-mal-100-Meter-Lagenstaffel, die in der Besetzung Nick Thoman, Michail Aleksandrow, Ryan Lochte und Garrett Weber-Gale im Finale den Titel gewann.
2011 qualifizierte sich Plummer für die Teilnahme an den Weltmeisterschaften in Schanghai. Über 50 Meter und über 100 Meter Rücken belegte er jeweils den fünften Platz. Am Sieg der Lagenstaffel war Plummer wieder durch seinen Einsatz im Vorlauf beteiligt, wie bei den Kurzbahnweltmeisterschaften 2010 wurde er im Finale durch Nick Thoman ersetzt. 2012 konnte sich Plummer als Vierter über 100 Meter Rücken bei den US Trials nicht für das Olympiateam qualifizieren. 2013 siegte er bei den US-Meisterschaften über 50 Meter Rücken. Bei den Weltmeisterschaften 2013 in Barcelona gewann Plummer über 100 Meter Rücken die Silbermedaille hinter seinem Landsmann Matt Grevers. Plummer schwamm auch wieder im Vorlauf der Lagenstaffel. Im Endlauf schwamm Grevers auf der Rückenlage, die Staffel wurde aber disqualifiziert.
2014 wiederholte Plummer seinen Sieg bei den US-Meisterschaften über 50 Meter. Bei den Pan Pacific Swimming Championships 2014 wurde Plummer Dritter über 100 Meter Rücken. Bei den Weltmeisterschaften 2015 in Kasan verpasste Plummer den Einzug ins Finale über 100 Meter Rücken, über 50 Meter Rücken belegte er den achten Platz. 2016 gelang Plummer der Sprung ins Olympiateam. Bei den olympischen Schwimmwettbewerben in Rio de Janeiro siegte über 100 Meter Rücken Ryan Murphy aus den Vereinigten Staaten vor dem Chinesen Xu Jiayu. Mit neun Hundertstelsekunden Rückstand auf Xu Jiayu und drei Hundertstelsekunden Vorsprung auf den Australier Mitch Larkin erkämpfte Plummer die Bronzemedaille. Im Vorlauf der Lagenstaffel schwammen David Plummer, Kevin Cordes, Tom Shields und Caeleb Dressel mit der zweitschnellsten Zeit ins Finale. Im Endlauf siegte die US-Staffel mit Ryan Murphy, Cody Miller, Michael Phelps und Nathan Adrian. Wie bei den Kurzbahnweltmeisterschaften 2010 und bei den Weltmeisterschaften 2011 erhielt David Plummer auch bei den Olympischen Spielen 2016 für seinen Vorlaufeinsatz eine Goldmedaille.